# 栃木市立小野寺南小学校
栃木市立小野寺南小学校（とちぎしりつ おのでらみなみしょうがっこう）は、栃木県栃木市岩舟町下岡にあった公立小学校。

## 沿革
- 1894年（明治27年）12月15日 - 現在地に校舎を設立、小野寺尋常小学校となる[1]。
- 1956年（昭和31年）8月30日 - 岩舟村立小野寺南小学校と改称。
- 1962年（昭和37年）4月1日 - 町制施行により岩舟町立小野寺南小学校と改称。
- 2014年（平成26年）4月5日 - 市町村合併により栃木市立小野寺南小学校と改称。
- 2020年（令和2年）3月31日 - 栃木市立小野寺北小学校と統合し、栃木市立小野寺小学校となる。

## 通学区域
- 栃木市
  - 岩舟町古江[2]
  - 岩舟町新里の一部
  - 岩舟町三谷
  - 岩舟町下岡
  - 岩舟町上岡
  - 岩舟町小野寺の一部

## 交通
- JR両毛線 岩舟駅より約3.3km